# Elezioni locali in Serbia del 2016
Le elezioni locali in Serbia del 2016 si sono tenute il 24 aprile in contemporanea con le elezioni parlamentari.
I cittadini hanno rinnovato le amministrazioni in 22 città, 138 comuni e il governo provinciale in Voivodina.

## Elezioni provinciali in Voivodina
| Liste                                                                                           | Voti    | %     | Seggi |
| ----------------------------------------------------------------------------------------------- | ------- | ----- | ----- |
| Aleksandar Vučić - La Serbia sta vincendo                                                       | 428.452 | 44,48 | 63    |
| Ivica Dačić - Partito Socialista di Serbia-JS-PPS                                               | 85.311  | 8,86  | 12    |
| dr.Vojislav Šešelj - Partito Radicale Serbo                                                     | 73.742  | 7,66  | 10    |
| Per una Voivodina di lavoro e di sapienza - Partito Democratico-DSHV-NOVA-ZEP - dr.Bojan Pajtić | 69.740  | 7,24  | 10    |
| Nenad Čanak - Lega dei Socialdemocratici di Voivodina - Alza la testa!                          | 61.979  | 6,43  | 9     |
| Ora Basta - Saša Radulović                                                                      | 53.317  | 5,54  | 7     |
| Alleanza degli Ungheresi di Voivodina - Ištvan Pastor                                           | 47.034  | 4,88  | 6     |
| Movimento Ungherese per l'Autonomia - dr.Tamaš Korhec - DZVM - Aron Čonka                       | 16.452  | 1,71  | 2     |
| Partito Verde                                                                                   | 10.970  | 1,14  | 1     |
| Altri                                                                                           | 88.820  | 9,22  | 0     |
| Totale                                                                                          | 963.208 |       | 120   |

## Elezioni comunali

### Novi Sad
| Partito                                                    | Voti    | %     | Seggi |
| ---------------------------------------------------------- | ------- | ----- | ----- |
| Aleksandar Vučić - La Serbia sta vincendo                  | 70.084  | 40,41 | 38    |
| Ora Basta - Saša Radulović                                 | 16.841  | 9,71  | 9     |
| dr.Vojislav Šešelj - Partito Radicale Serbo                | 14.800  | 8,53  | 8     |
| Ivica Dačić - Partito Socialista di Serbia-Serbia Unitaria | 14.336  | 8,27  | 7     |
| Lega dei Socialdemocratici di Voivodina - Nenad Čanak      | 12.602  | 7,27  | 7     |
| Partito Democratico                                        | 11.748  | 6,77  | 6     |
| Partito Verde                                              | 2.787   | 1,61  | 1     |
| Alleanza degli Ungheresi di Voivodina - Ištvan Pastor      | 2.462   | 1,42  | 1     |
| NOPO                                                       | 1.982   | 1,14  | 1     |
| Altri                                                      | 25.776  | 14,87 | 0     |
| Totale                                                     | 173.418 |       | 78    |

### Niš
| Partito                                                    | Voti    | %     | Seggi |
| ---------------------------------------------------------- | ------- | ----- | ----- |
| Aleksandar Vučić - La Serbia sta vincendo                  | 46.878  | 38,99 | 28    |
| Ivica Dačić - Partito Socialista di Serbia-Serbia Unitaria | 13.577  | 11,29 | 8     |
| Niš la mia città! - Partito Democratico-SDS-NPS-LDP        | 13.094  | 10,89 | 7     |
| Ora Basta - Saša Radulović                                 | 9.905   | 8,24  | 5     |
| dr.Vojislav Šešelj - Partito Radicale Serbo                | 8.423   | 7,01  | 5     |
| Dveri - Partito Democratico di Serbia                      | 6.615   | 5,50  | 4     |
| Sinceramente per Niš                                       | 6.136   | 5,10  | 3     |
| Partito Russo                                              | 1.788   | 1,49  | 1     |
| Altri                                                      | 13.698  | 11,39 | 0     |
| Totale                                                     | 120.230 |       | 61    |

### Kragujevac
| Partito                                                    | Voti   | %     | Seggi |
| ---------------------------------------------------------- | ------ | ----- | ----- |
| Aleksandar Vučić - La Serbia sta vincendo                  | 31.360 | 34,79 | 40    |
| Veroljub Stevanović - Insieme per Kragujevac-DS-ZZS        | 19.363 | 21,48 | 24    |
| Ivica Dačić - Partito Socialista di Serbia-Serbia Unitaria | 8.446  | 9,37  | 10    |
| Boris Tadić - Per la nostra città-SDS                      | 4.735  | 5,25  | 6     |
| Tutti per Kragujevac - LDP-SPO                             | 4.658  | 5,17  | 6     |
| Partito Russo                                              | 1.074  | 1,19  | 1     |
| Altri                                                      | 20.492 | 22,74 | 0     |
| Totale                                                     | 90.128 |       | 87    |

### Čačak
| Partito                                           | Voti   | %     | Seggi |
| ------------------------------------------------- | ------ | ----- | ----- |
| Aleksandar Vučić - La Serbia sta vincendo         | 21.911 | 38,92 | 35    |
| Dveri - Per la salvezza di Čačak- Boško Obradović | 13.460 | 23,91 | 21    |
| Nuova Serbia - Velimir Ilić                       | 4.467  | 7,93  | 7     |
| Per una Čačak progredita                          | 3.906  | 6,94  | 6     |
| Ivica Dačić - Partito Socialista di Serbia-JS-DSS | 3.739  | 6,64  | 5     |
| Partito Russo                                     | 1.062  | 1,89  | 1     |
| Altri                                             | 5.955  | 10,57 | 0     |
| Totale                                            | 56.295 |       | 75    |

### Kraljevo
| Partito                                                              | Voti   | %     | Seggi |
| -------------------------------------------------------------------- | ------ | ----- | ----- |
| Aleksandar Vučić - La Serbia sta vincendo                            | 21.681 | 37,56 | 34    |
| Ivica Dačić - Partito Socialista di Serbia-Serbia Unitaria           | 7.030  | 12,18 | 11    |
| Dveri - Per la vita di Kraljevo                                      | 3.800  | 6,58  | 6     |
| Fronte Locale                                                        | 3.404  | 5,90  | 5     |
| Indigeni di Kraljevo e dintorni                                      | 3.148  | 5,45  | 5     |
| dr.Vojislav Šešelj - Partito Radicale Serbo                          | 3.099  | 5,37  | 5     |
| Per una Kraljevo migliore e giusta (Partito Democratico-LDP-RDS-NPS) | 3.019  | 5,23  | 4     |
| Altri                                                                | 10.954 | 18,98 | 0     |
| Totale                                                               | 57.716 |       | 70    |

### Užice
| Partito                                                    | Voti   | %     | Seggi |
| ---------------------------------------------------------- | ------ | ----- | ----- |
| Aleksandar Vučić - La Serbia sta vincendo                  | 17.131 | 43,89 | 34    |
| Il meglio per Užice (Partito Democratico-LDP-SDS-SNP-NOVA) | 7.548  | 19,34 | 15    |
| Ivica Dačić - Partito Socialista di Serbia-JS-AS           | 4.508  | 11,55 | 8     |
| dr.Vojislav Šešelj - Partito Radicale Serbo                | 2.392  | 6,13  | 4     |
| Partito Democratico di Serbia - Dveri                      | 2.284  | 5,85  | 4     |
| Partito Verde                                              | 1.365  | 3,50  | 2     |
| Altri                                                      | 2.632  | 6,74  | 0     |
| Totale                                                     | 39.031 |       | 67    |

### Šabac
| Partito                                                            | Voti   | %     | Seggi |
| ------------------------------------------------------------------ | ------ | ----- | ----- |
| Aleksandar Vučić - La Serbia sta vincendo                          | 22.180 | 34,43 | 28    |
| Nebojša Zelenović - Šabac è nostra (Insieme per la Serbia-DS-SPO)  | 20.776 | 32,25 | 26    |
| Vittoria per Šabac - Nemanja Pajić (Serbia Occidentale-LS-NOVA-NS) | 8.693  | 13,49 | 11    |
| Ivica Dačić - Partito Socialista di Serbia-Serbia Unitaria         | 3.250  | 5,04  | 4     |
| Altri                                                              | 7.636  | 12,21 | 0     |
| Totale                                                             | 62.535 |       | 69    |